# Äppelbo

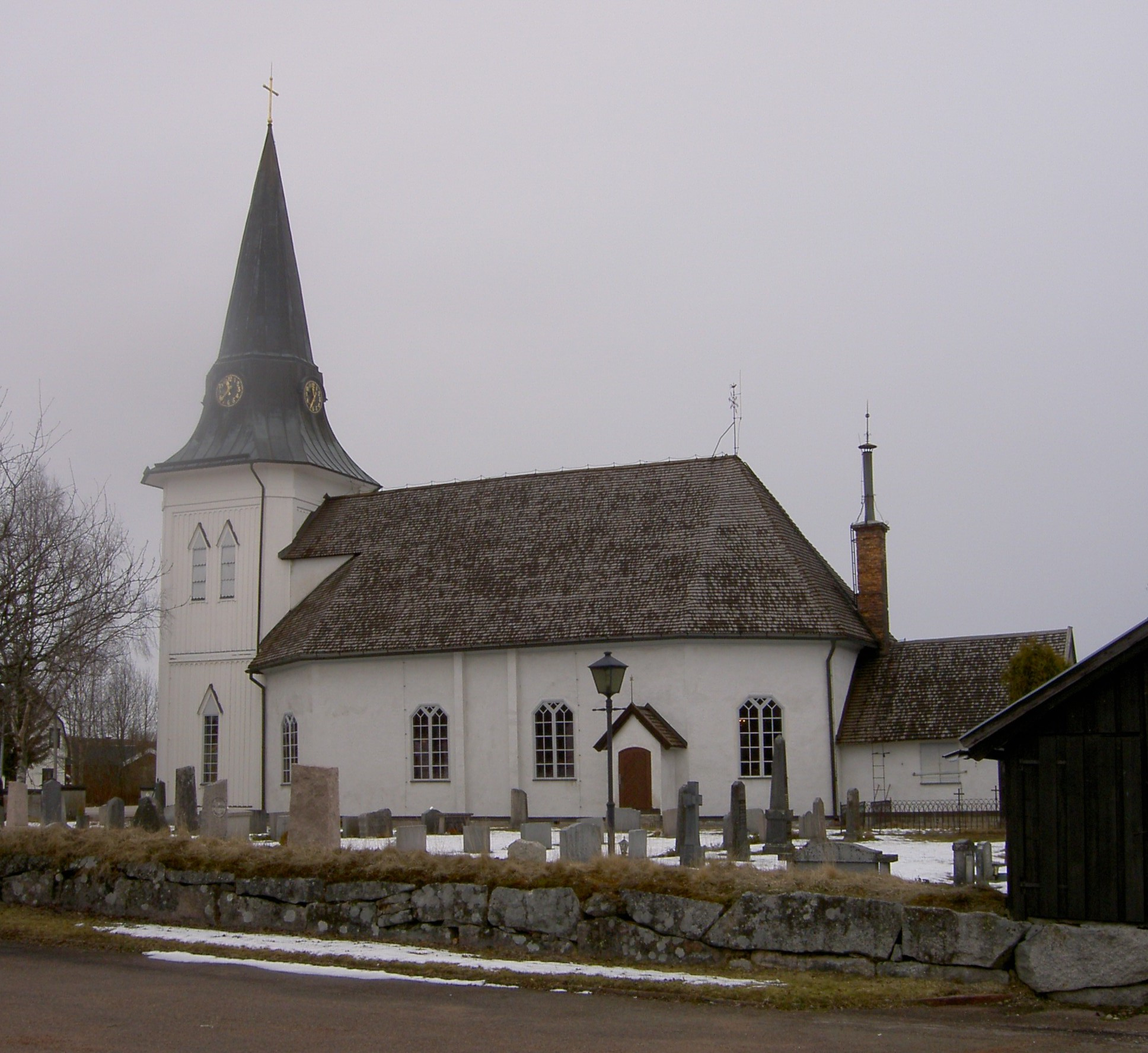
Äppelbo kyrka

Äppelbo ist eine Ortschaft der Gemeinde Vansbro in der schwedischen Provinz Dalarna. Der Ort liegt direkt am Riksväg 66. An der Südseite des Ortes führt der Västerdalälven, ein nordschwedischer Fluss, entlang.

## Persönlichkeiten
- Kenneth Eriksson (* 1956), Rallyefahrer
- Anna-Lena Fritzon (* 1965), Skilangläuferin und Biathletin